# Feldkommandostelle Hochwald

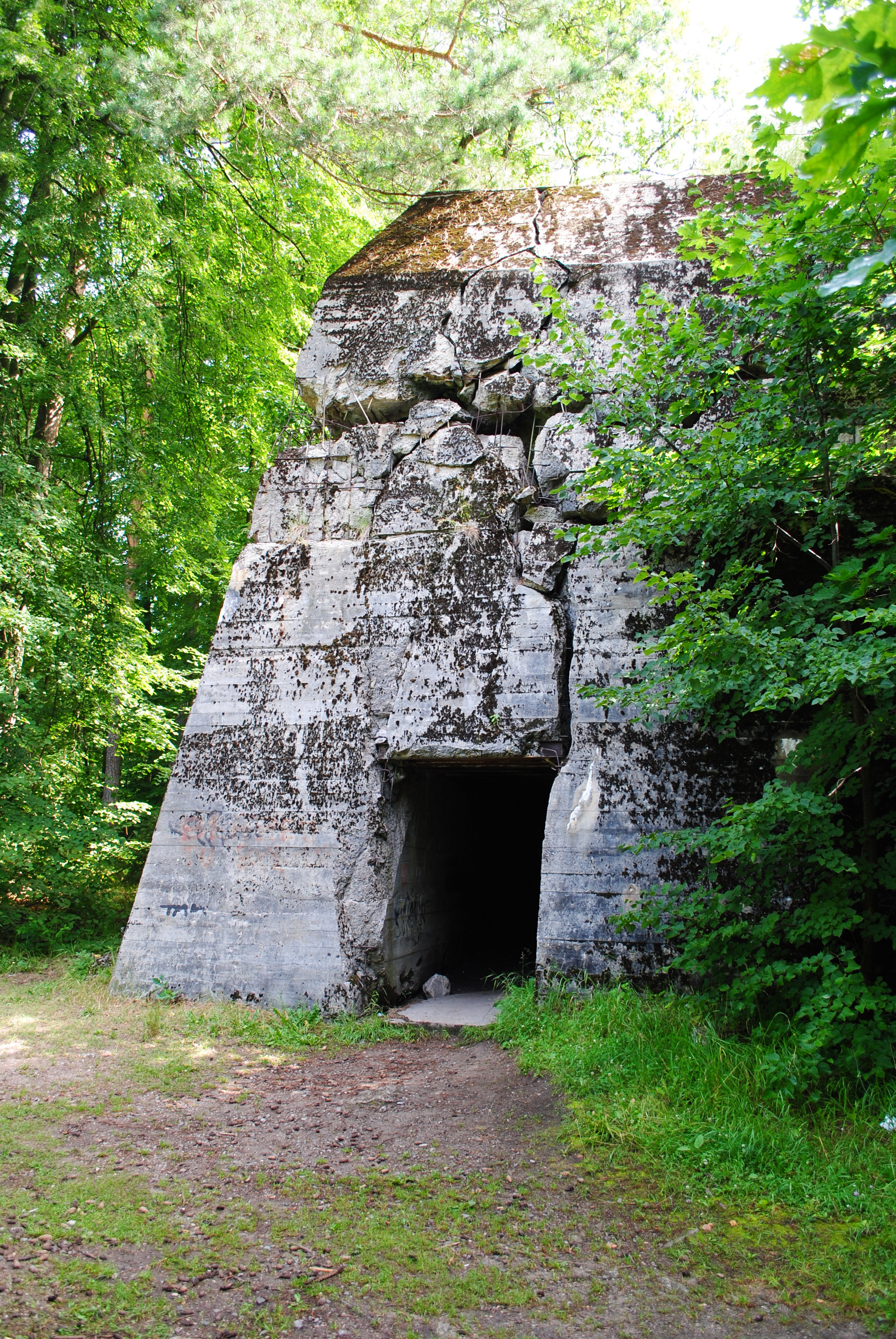
Ruine von Himmlers Bunker

Feldkommandostelle Hochwald (oder auch Schwarzschanze genannt) war der Deckname eines sogenannten Hauptquartiers für Heinrich Himmler in Possessern (1938 bis 1945 Großgarten, heute polnisch Pozezdrze), Ostpreußen, nur ca. 20 km östlich vom Führerhauptquartier Wolfsschanze entfernt.

## Geschichte
Im Jahr 1941, kurz vor dem deutschen Angriff auf die Sowjetunion, begann der Bau eines Feldhauptquartiers für die SS. Der Hauptsitz erhielt den Decknamen „Hochwald“, wurde aber umgangssprachlich auch als „Schwarzschanze“ bezeichnet, wegen der schwarzen Uniform der SS-Soldaten. Die Bunkeranlage wurde 1941 mitten im Wald von verschiedenen Baufirmen unter Aufsicht der Organisation Todt errichtet. Das Umfeld wurde stark durch Minenfelder, Stacheldraht und Schützenlöcher gesichert. Die Hauptbauarbeiten waren im Frühjahr 1941 abgeschlossen.
Hier war ein Polizeibataillon stationiert, das Teil der Einheiten war, die das Führerhauptquartier Wolfschanze und das OKH Mauerwald in Gierłoż verteidigen und das Dreieck Kętrzyn, Węgorzewo, Giżycko beobachten sollten.
Als Versteck diente ein dicht bewachsener Wald. Künstliche Maskierung bestand darin, Objekte mithilfe von Mitteln, die Objekte in der natürlichen Umgebung imitierten, an den umgebenden Hintergrund anzupassen, beispielsweise ein Drahtgeflecht, an dem imitierende Blätter und Streifen aus grünem, gelbem und braunem Kunststoff befestigt waren. Dieses Material war schwer entflammbar. Die Netze waren so aufgehängt, dass sie die regelmäßigen Konturen des Gebäudeschattens verwischten.
Als die Feldkommandostelle zu klein wurde, baute man im Wald verstreut 20 Holzbaracken für den 48 Personen umfassenden Mitarbeiterstab auf. Himmlers Bunker war 70 m lang und 11 m breit.
Das Hauptquartier wurde während des Angriffs auf die Sowjetunion am 22. Juni 1941 genutzt, wegen des schnellen Vormarsches wurde bereits im Herbst 1941 der Bau der Feldkommandostelle Hegewald geplant, welche etwa 900 km weiter südostwärts errichtet wurde. „Hochwald“ wurde Anfang 1945 komplett aufgegeben und die meisten Gebäude und Bunker wurden im Zuge der Räumung gesprengt, da die Deutschen auf ihrem Rückzug nichts in die Hände der vorrückenden Roten Armee fallen lassen wollten.
Heute kann man das Gelände besichtigen, die am besten erhaltene Anlage ist der ehemals für Heinrich Himmler bestimmte Bunker. Die Anlage liegt direkt östlich der Straße Angerburg (heute: Węgorzewo) – Lötzen (heute: Giżycko).

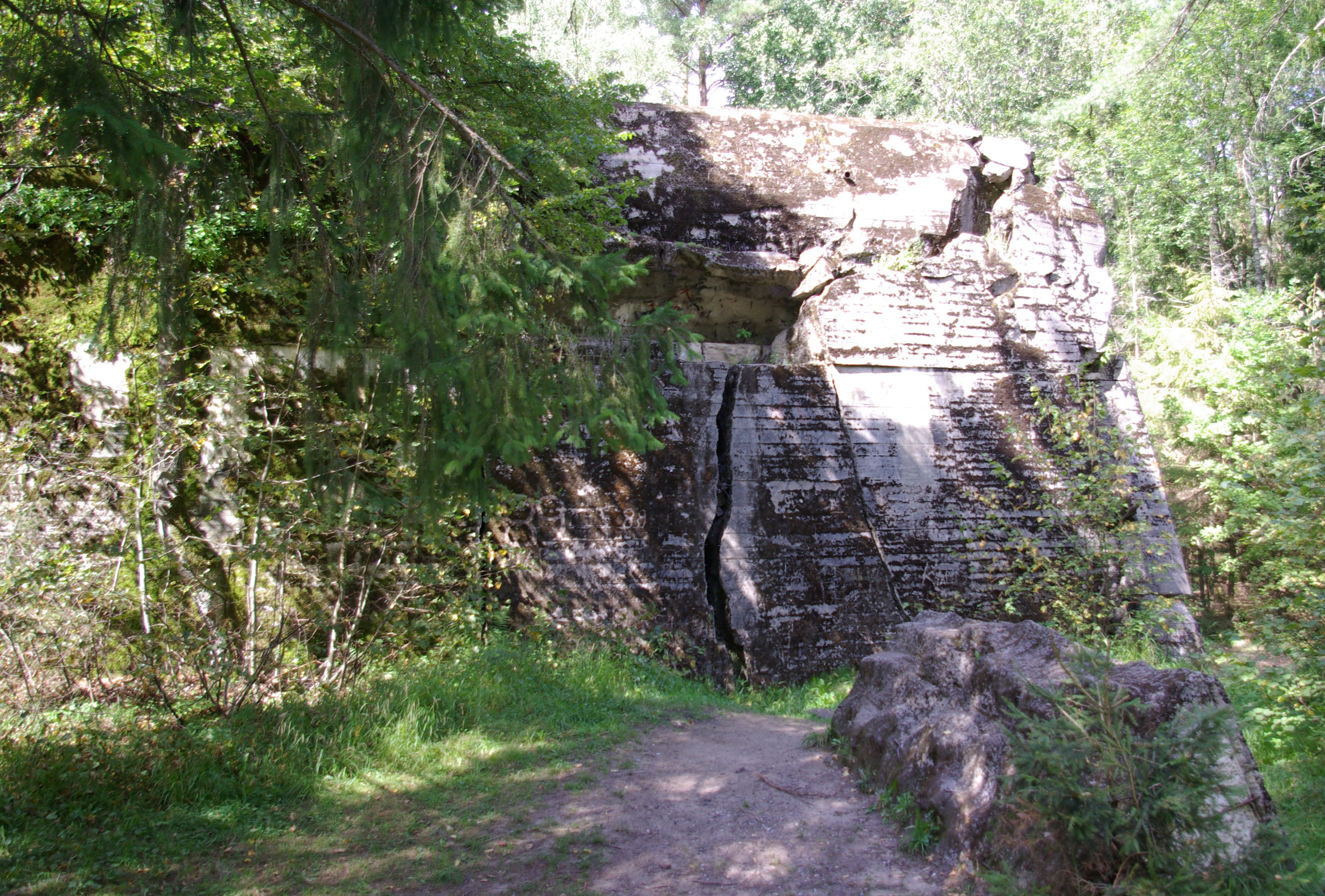
Feldkommandostelle Hochwald
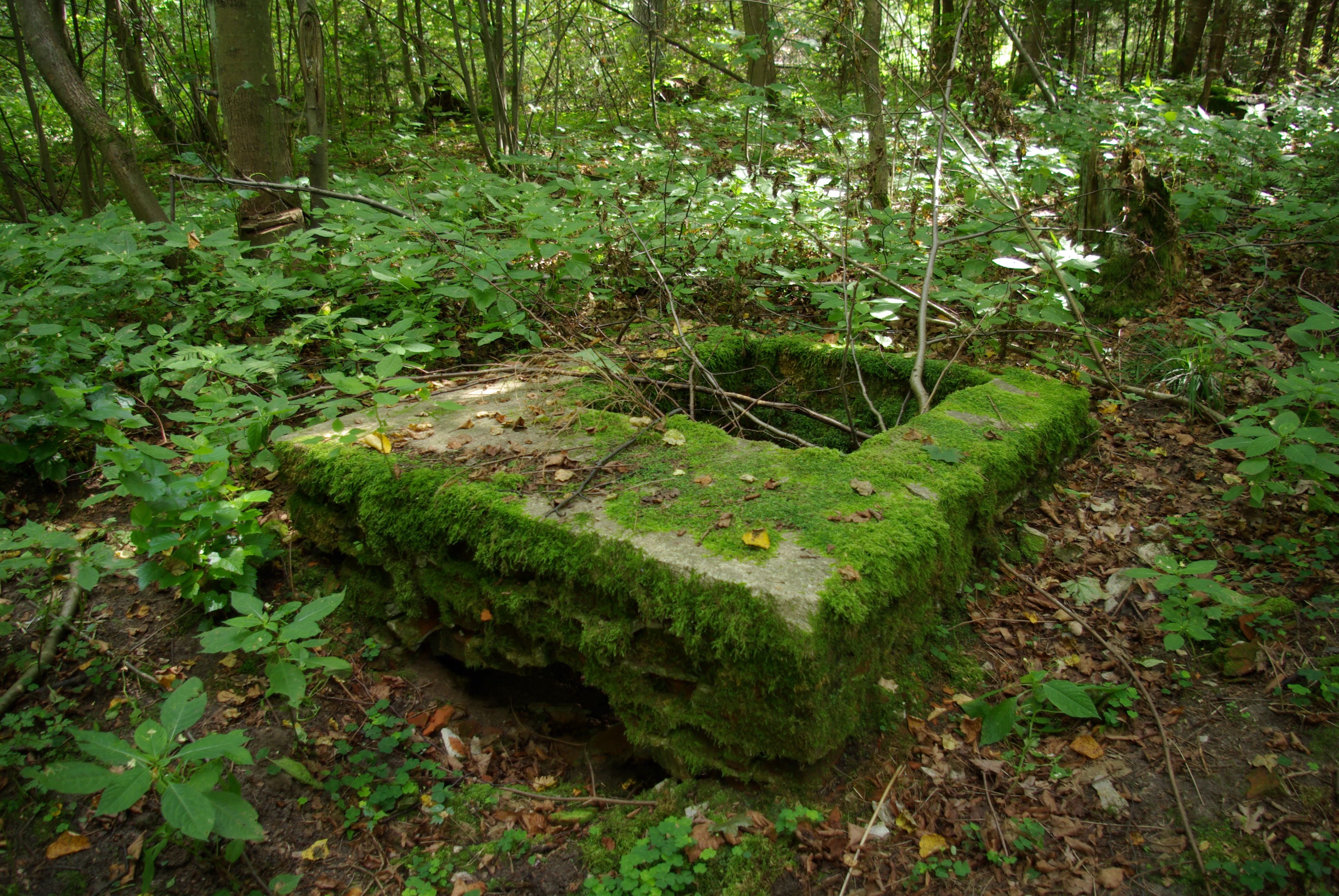
Überreste eines Anlagengebäude
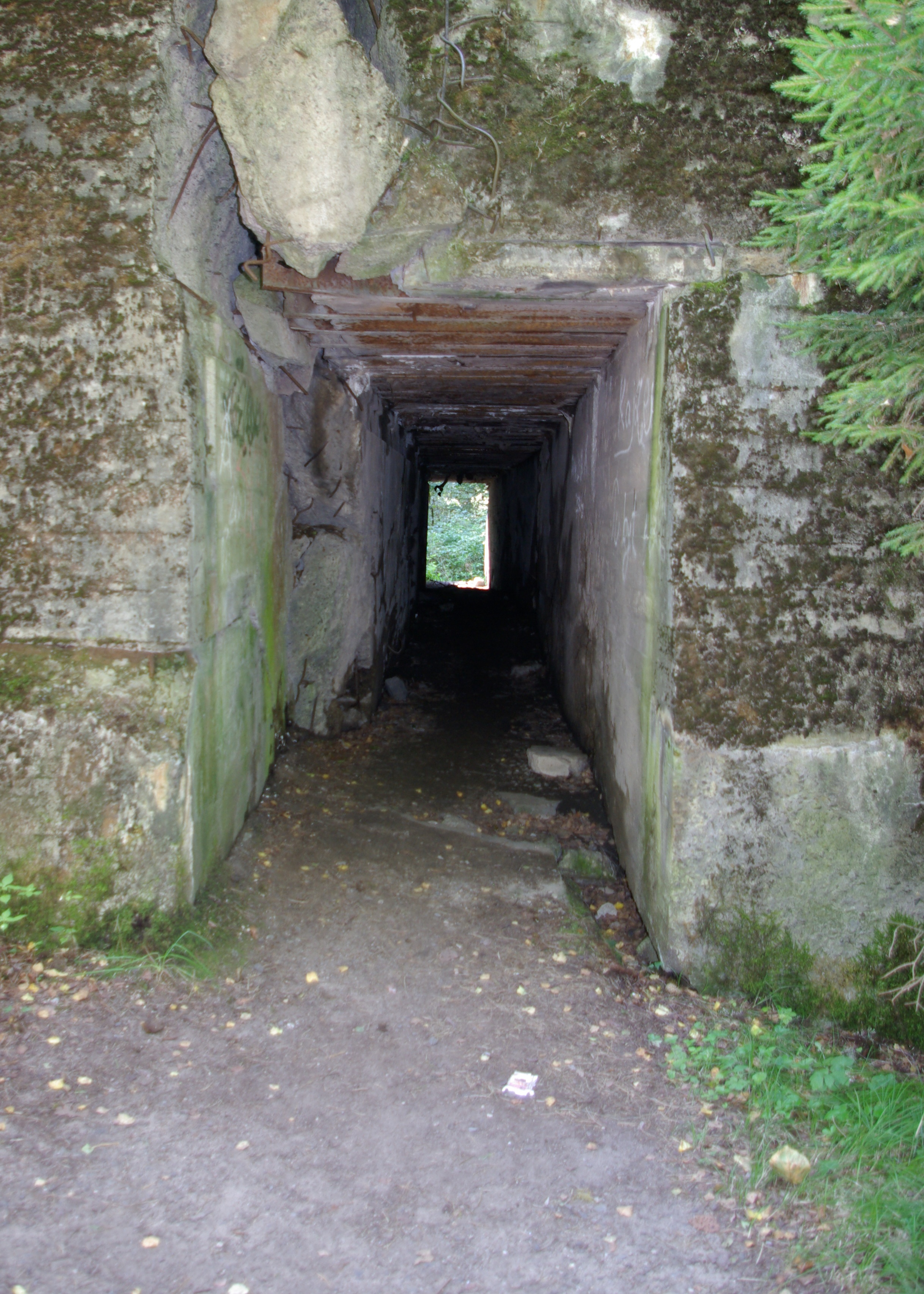
Eingang zu Himmlers Bunker
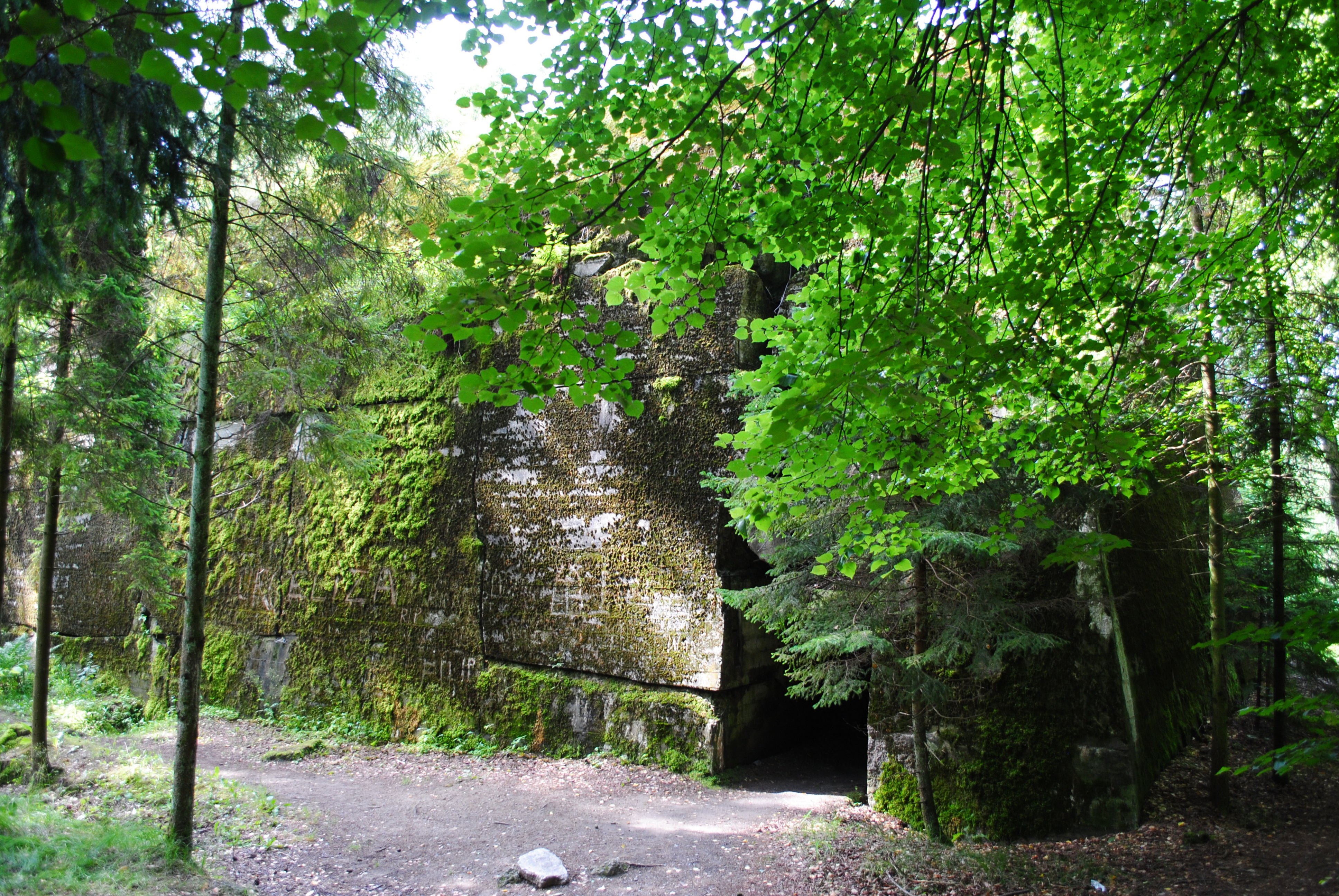
Himmlers Bunker
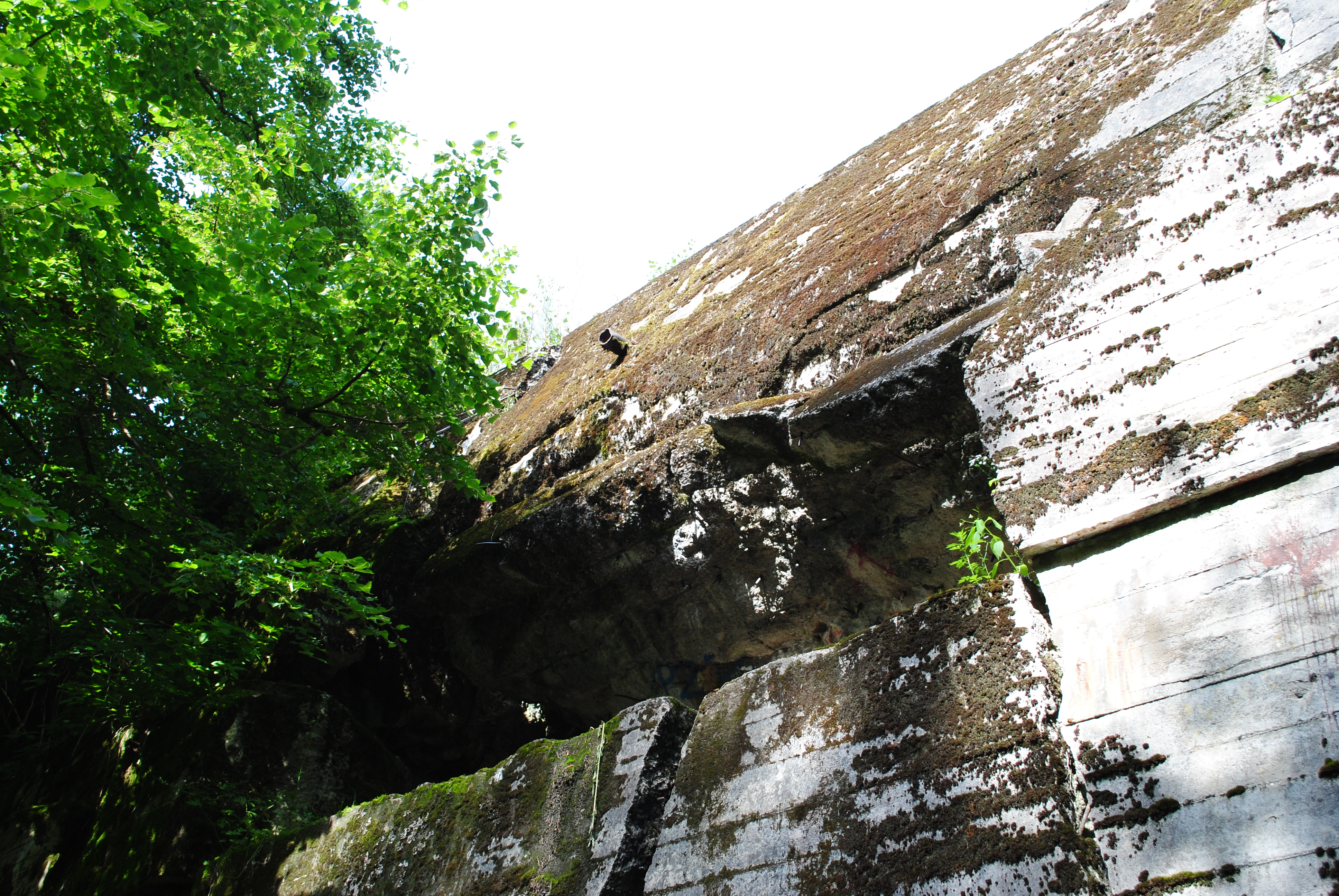
Bunkerruine

## Weblinks

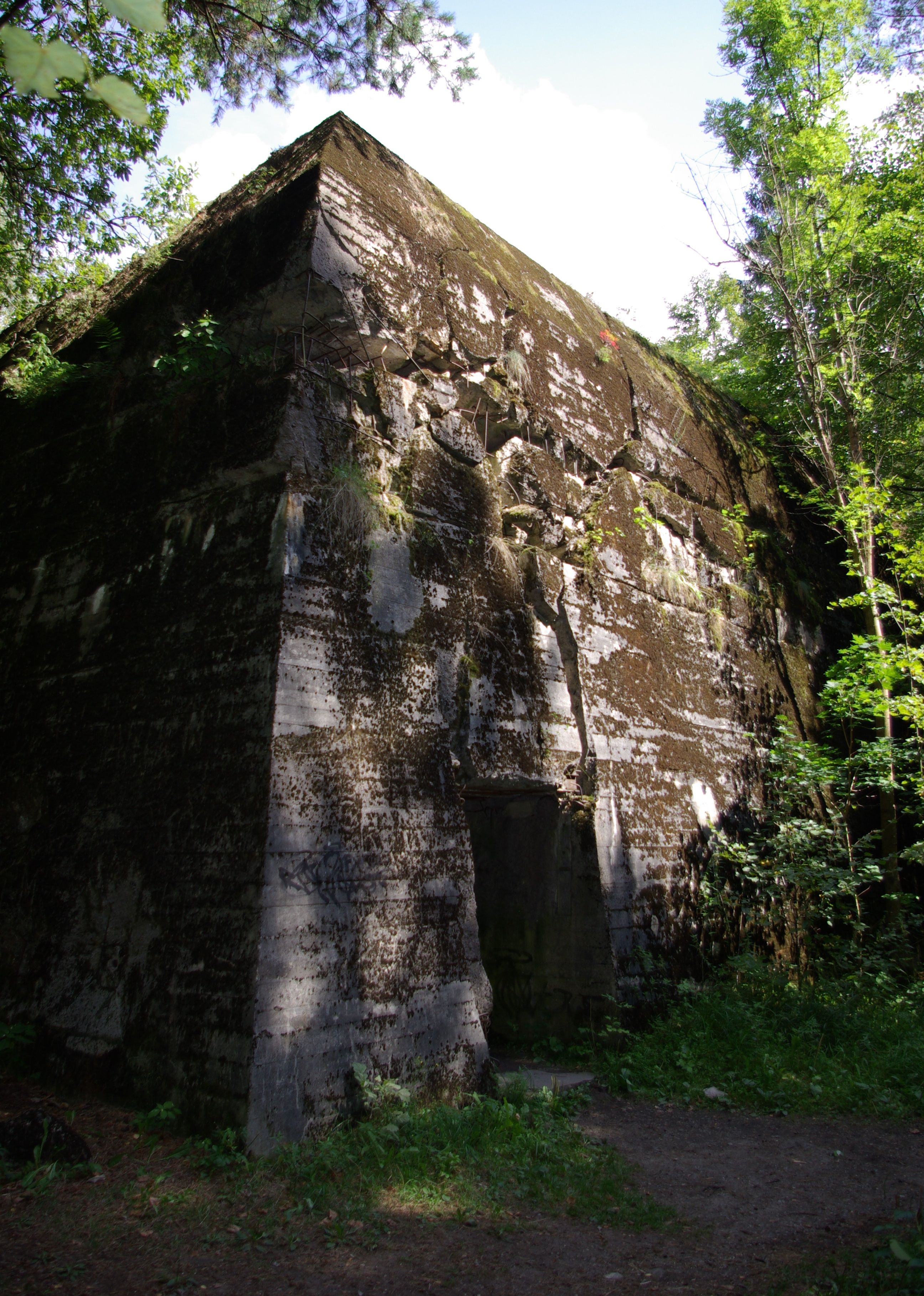
Ruine von Himmlers Bunker in der Schwarzschanze